# Iwai Hanshirō I
Iwai Hanshirō I (岩井半四郎 (1代目), 1652-1699) est un acteur du genre kabuki, connu à la fois pour son propre travail et pour son statut d'ancêtre d'une famille d'acteurs kabuki originaires d'Osaka.   
Iwai Hanshirō est un nom de scène porteur d'importantes connotations culturelles et historiques.[évasif]
Dans le monde du kabuki, les noms de scène sont transmis de père en fils selon un système formel qui convertit le nom de scène kabuki en une marque d'accomplissement. Cet acteur a transmis son nom de scène à ses héritiers artistiques.

## Liste des acteurs Iwai Hanshirō
- Iwai Hanshirō I (1652–1699)[2]
- Iwai Hanshirō II (? -1710)
- Iwai Hanshirō III (1698–1760)
- Iwai Hanshirō IV (1747–1800) [1]
- Iwai Hanshirō V (1776–1847) [1]
- Iwai Hanshirō VI (1799–1836)
- Iwai Hanshirō VII (1804–1845)
- Iwai Hanshirō VIII (1829–1882)[4]
- Iwai Hanshirō IX (1882–1945)
- Iwai Hanshirō X (1927 -  ) [5]